# James Graham, 6.º Duque de Montrose
James Graham, 6.º Duque de Montrose (1 de maio de 1878 - 20 de janeiro de 1954), foi Marquês de Graham até 1925, um nobre escocês, oficial da marinha, político e engenheiro. Tirou a primeira fotografia de um eclipse solar e é considerado o inventor do porta-aviões.

## Vida pessoal
Filho mais velho de Douglas Graham, 5.º Duque de Montrose, James Graham foi educado no Eton College. Em 1906, casou com Mary Douglas-Hamilton, a única filha do 12.º Duque de Hamilton. 
Tiveram quatro filhos:
- James Graham (mais tarde 7.º Duque de Montrose), casou e teve descendência;
- Mary Graham;
- Ronald Graham;
- Jean Graham.

## Carreira
Como marinheiro, serviu na Marinha Mercante e na ASC na África do Sul, período durante o qual obteve o primeiro filme de sempre de um eclipse total do Sol durante uma expedição da Royal Astronomical Society à Índia em 1899, e participou numa missão em 1900 para a Lloyd's of London junto do Governo sul-africano para estabelecer estações telegráficas sem fios na costa. Tendo sido fundamental para a fundação da Reserva de Voluntários da Marinha Real (RNVR) em 1903, serviu no Serviço Naval Auxiliar durante a Primeira Guerra Mundial e foi mais tarde Comodoro da Divisão Clyde da RNVR, depois da RNVR da Costa Leste da Escócia. Em 12 de outubro de 1921, foi promovido a Comodoro de 2ª Classe e nomeado Comodoro de toda a RNVR, servindo nesta função até à sua reforma em 1927. Como resultado, de 1946 a 1968, qualquer navio que estivesse ligado à Divisão Tay da Reserva Naval Real (em Dundee) era sempre temporariamente rebaptizado HMS Montrose em homenagem ao 6.º Duque. Em 1992, a sétima fragata da classe Duke-Montrose, foi baptizada com o mesmo nome pela mesma razão.
Na sua vida política, foi secretário particular assistente não remunerado do Chanceler do Tesouro em 1905 e Ajudante de Campo Naval de Sua Majestade. No entanto, não foi bem sucedido como candidato parlamentar do Partido Unionista Escocês (efetivamente o Partido Conservador na Escócia) para Stirlingshire em 1906, e como candidato do Partido Conservador nas eleições parciais de 1906 em Eye, Suffolk, e nas eleições gerais subsequentes em 1910; embora detivesse o título de cortesia de Marquês de Graham desde 1907 (quando o seu pai era o 5.º Duque), concorreu a estas eleições como James Graham. Entrou para a Câmara dos Lordes como 6.º Duque, quando sucedeu ao título em 1925. Quando o movimento do Home Rule decidiu separar-se do Partido Unionista Escocês, declaradamente anti-Home Rule, em 1932, tornou-se presidente do novo Partido Escocês de centro-direita e conduziu-o com êxito para uma fusão com o Partido Nacional da Escócia, de centro-esquerda, em abril de 1934, fundando assim o moderno Partido Nacional Escocês. Foi eleito o primeiro Presidente do SNP, mas aderiu ao Partido Liberal em 1936. Durante a campanha para as eleições parciais de Kilmarnock, em 1933, proferiu um importante discurso de apoio à candidatura de Alexander MacEwen, que viria a ser o primeiro líder do SNP, no Grand Hall, em Kilmarnock. Nesse discurso, abordou a questão da posição da relação entre os apoiantes do governo autónomo escocês e a comunidade irlandesa da Escócia. Embora tenha afirmado que não tinha “senão sentimentos de amizade pelos irlandeses”, acrescentou que, quando a Irlanda alcançou o governo autónomo, “os homens e mulheres escoceses foram privados dos seus direitos” e afirmou que “tal como eles nos fizeram a nós, devemos fazer a eles e a outros”.
Como engenheiro, foi o inventor do primeiro porta-aviões naval do mundo, quando em 1912, como diretor da William Beardmore and Company de Dalmuir, concebeu um navio mercante de 14 450 TAB destinado a ser entregue à Lloyd Sabaudo Line de Itália como SS Conte Rosso. Com a eclosão da guerra em 1914, os trabalhos no navio foram interrompidos, mas foram retomados em 1916 como porta-aviões. Os trabalhos de conversão foram concluídos em setembro de 1918, e o navio foi encomendado como HMS Argus - reconhecido como o primeiro “flat top” de sempre. O Duque foi também o projetista e proprietário do primeiro motor a óleo pesado de mar.
Foi presidente da British Institution of Marine Engineers em 1911 e presidente da Junior Institution of Engineers em 1916 e 1917. Posteriormente, foi vice-presidente da Institution of Naval Architects, irmão mais novo da Trinity House, administrador da Honourable Company of Master Mariners, membro da Royal Company of Archers e comodoro dos Sea Cadets na Escócia. Em 1935, tornou-se o segundo presidente do National Institute for the Deaf, cargo que ocupou até à sua morte.

## Honras
Foi Lorde Tenente de Buteshire de 1920 a 1953 e foi Lorde Alto Comissário da Assembleia Geral da Igreja da Escócia em 1942 e 1943. Foi nomeado Comandante da Real Ordem Vitoriana em 1905, recebeu a Ordem do Banho em 1911 e Cavaleiro da Ordem do Cardo em 1947. Recebeu um diploma honorário da Universidade de Glasgow em 1931, altura em que foi descrito pela Universidade como sendo um “grande e distinto escocês”.

## Publicações
- My Ditty Box, O Duque de Montrose. Jonathan Cape, Londres, 1952.

## Morte
O Duque estava hospedado no Hotel Turnberry em janeiro de 1954 quando sofreu o que foi descrito como um ligeiro derrame. No entanto, o seu estado de saúde agravou-se rapidamente e morreu em Drymen a 20 de janeiro, cerca de uma semana após o início da sua doença.

## Outras ligações
- Duques de Montrose;
- Real Ordem Victoriana;
- Ordem do Banho;
- Ordem do Crado;
- Marinha Real.